# ルスタム・ミンニハノフ
ルスタム・ヌルガリイェヴィッチ・ミンニハノフ（タタール語: Рөстәм Нургали улы Миңнеханов, Röstäm Nurğali ulı Miñnexanov、ロシア語: Руста́м Нургали́евич Минниха́нов、ラテン文字表記: Rustam Nurgaliyevich Minnikhanov、1957年3月1日 -）は、ロシアの構成共和国のタタールスタン共和国の政治家。現在、タタールスタンの首長（ライス）を務める。
首長（ライス）は2023年まで「タタールスタン共和国大統領」と呼ばれ、ミンニハノフは2015年以降ロシア連邦大統領以外で「大統領」を名乗り続けた国内唯一の首長であった。

## 経歴
1957年3月1日、ソビエト連邦ロシア・ソビエト連邦社会主義共和国タタール自治ソビエト社会主義共和国リブナヤ・ストボダ地区のノヴィ・アリシュ（ロシア語: Новый Арыш）に生まれる。
1978年にカザン農業大学で農業機械化の学位を取得し、1986年にソビエト貿易通信大学を卒業した。また経済学の博士号をもつ。

### 政治家
カザン農業大学卒業後、サビンスキー地区協会でエンジニアとして働いた。その後、同地区の国営木材産業企業で上級エンジニアおよび主任電気エンジニアとして働き、地区消費者協会理事会の副会長を務めた。
1985年から1993年にかけて、アースキー地区の地区消費者協会理事会議長、地区人民代議員評議会の執行委員会議長、地区行政の第一副長官を務めた。
1993年、ヴィソコゴルスキー地区の地区長に任命された。
1996年11月、タタールスタン共和国の財務大臣に任命された。

### タタールスタン首相
1998年7月10日、同共和国の首相に就任した。首相時代は行政のデジタル化を掲げ、ペーパーレス化、公文書の電子化を先頭に立って進めた。
2005年から2006年にかけてタトネフトの取締役会会長を務めた。

### タタールスタン元首

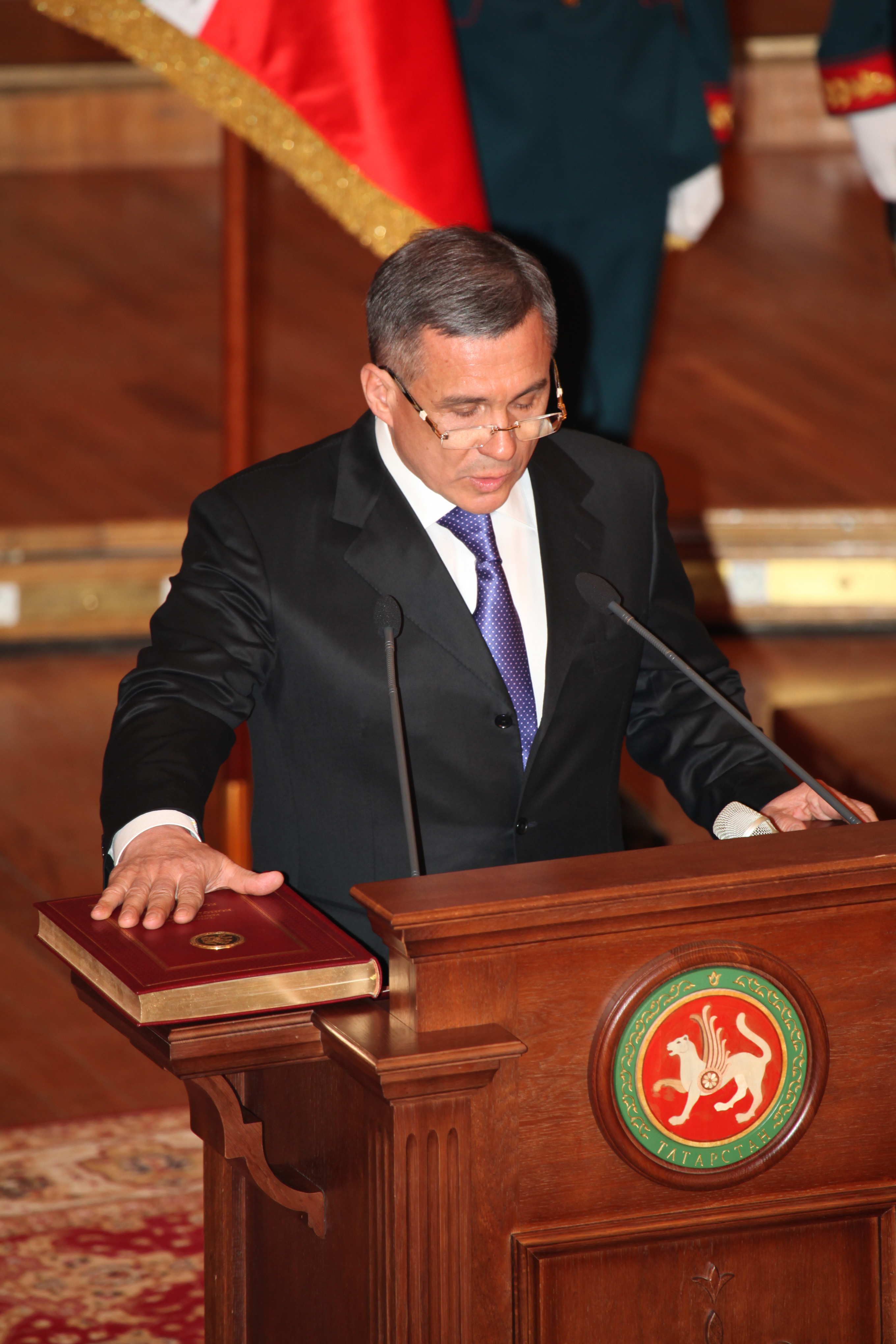
大統領就任式（2010年）

2010年1月27日、ドミトリー・メドベージェフ大統領によってタタールスタン共和国大統領に指名され、3月25日に就任した。就任式の模様はチャンネル1のマキシム・シャラフディノフによって紹介された 。
2014年、ウクライナ領クリミア半島をめぐってロシアとウクライナの緊張が高まると、同半島に住むクリミア・タタール人の間で迫害が懸念されたため、ミンニハノフはロシア政府とクリミア・タタール人の調停役として活動し、タタールスタンとクリミアのより親密な関係の構築を目指した。ミンニハノフはクリミアの経済的発展に向けた政策や、クリミア・タタール人文化の保護活動について述べている。しかし、ロシア政府によるクリミア・タタール人の迫害問題はロシアによるクリミアの併合以来、国際レベルで定期的に提起されている。
2015年1月1日、ロシアの法律により構成共和国首長を「大統領」と呼称することが禁止された。ほかの共和国は従ったが、タタールスタンは応じなかった。12月17日、ウラジミール・プーチン大統領は「タタール人の選択を尊重する」とし、即時変更を求めない姿勢を示した。これによりミンニハノフは21共和国（クリミア共和国を除く）で唯一大統領を名乗り続けることができた。
2017年4月、プーチンの特使としてイランを訪問し、エスハーグ・ジャハーンギーリー第一副大統領、アースターン・ゴドス・ラザヴィー最高責任者のエブラーヒーム・ライースィーと相次いで会談した。アリレザ・ラヒミ国会議長は、2016年アメリカ合衆国大統領選挙におけるロシアの干渉の疑いを深めるとして今回の会談は「不適切」だと述べた。
2020年の大統領選挙では得票率83.4パーセントで圧勝し、タタールスタン大統領に再選された。トルクメニスタンのグルバングル・ベルディムハメドフ大統領、カザフスタンのヌルスルタン・ナザルバエフ大統領はミンニハノフの勝利を祝福した。
2021年9月、ツポレフの取締役会長に選ばれた。

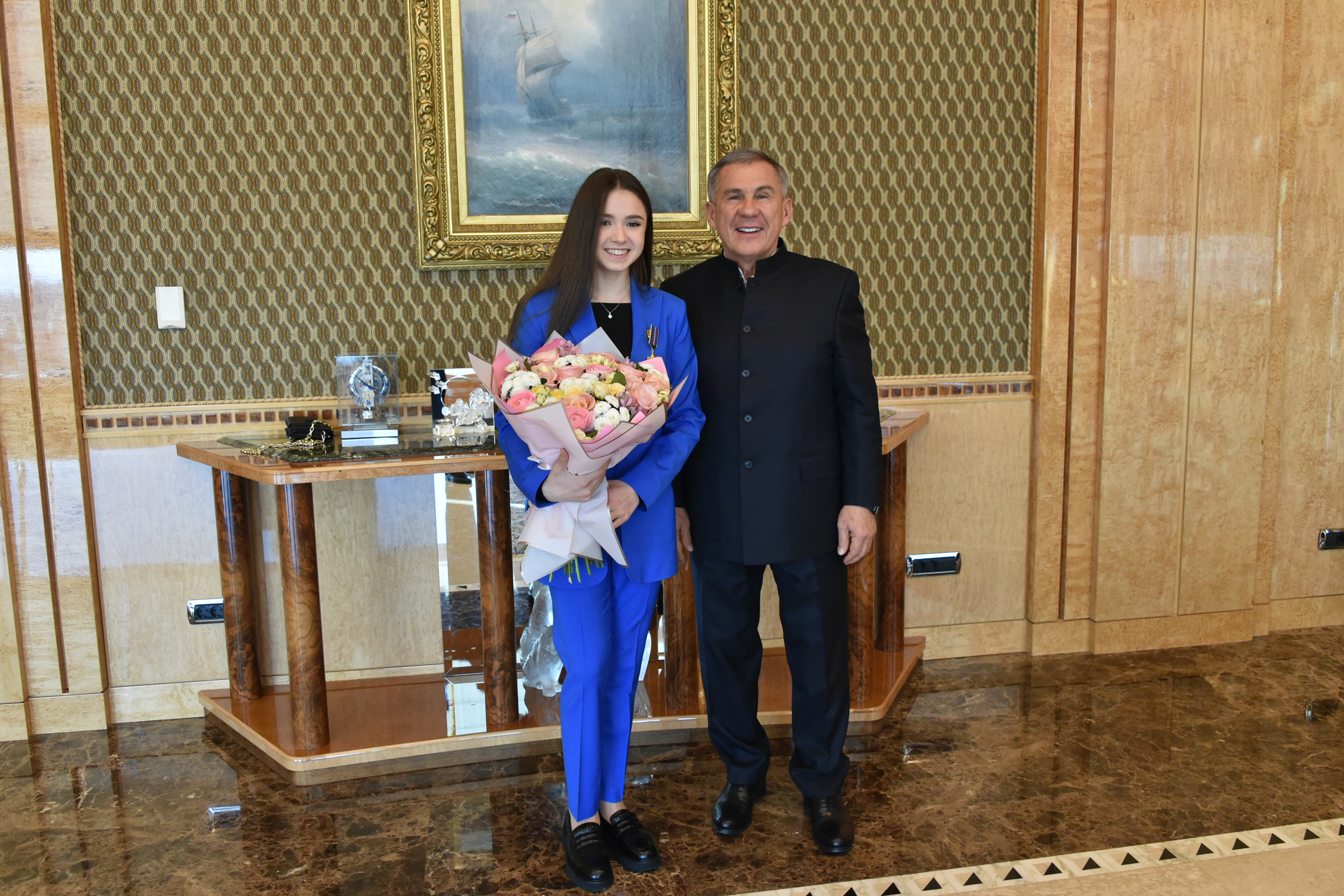
ワリエワ選手とミンニハノフ（2022年）

2022年3月18日、タタールスタン出身のフィギュアスケート選手カミラ・ワリエワに「友情（Duslyk）勲章」を、ワリエワの母親に「タタールASSR建国100年記念章」を授与した。
2023年2月6日、タタールスタン憲法改正により「大統領」から「首長（ライス）」に職名が変更された。ライスはアラビア語で元首や大統領を意味する。なお当初は任期満了の2025年9月まで職名変更は行わない移行措置が予定されていたが、1月26日にタタールスタン共和国国務院は突如移行措置を撤回した。

## 人物

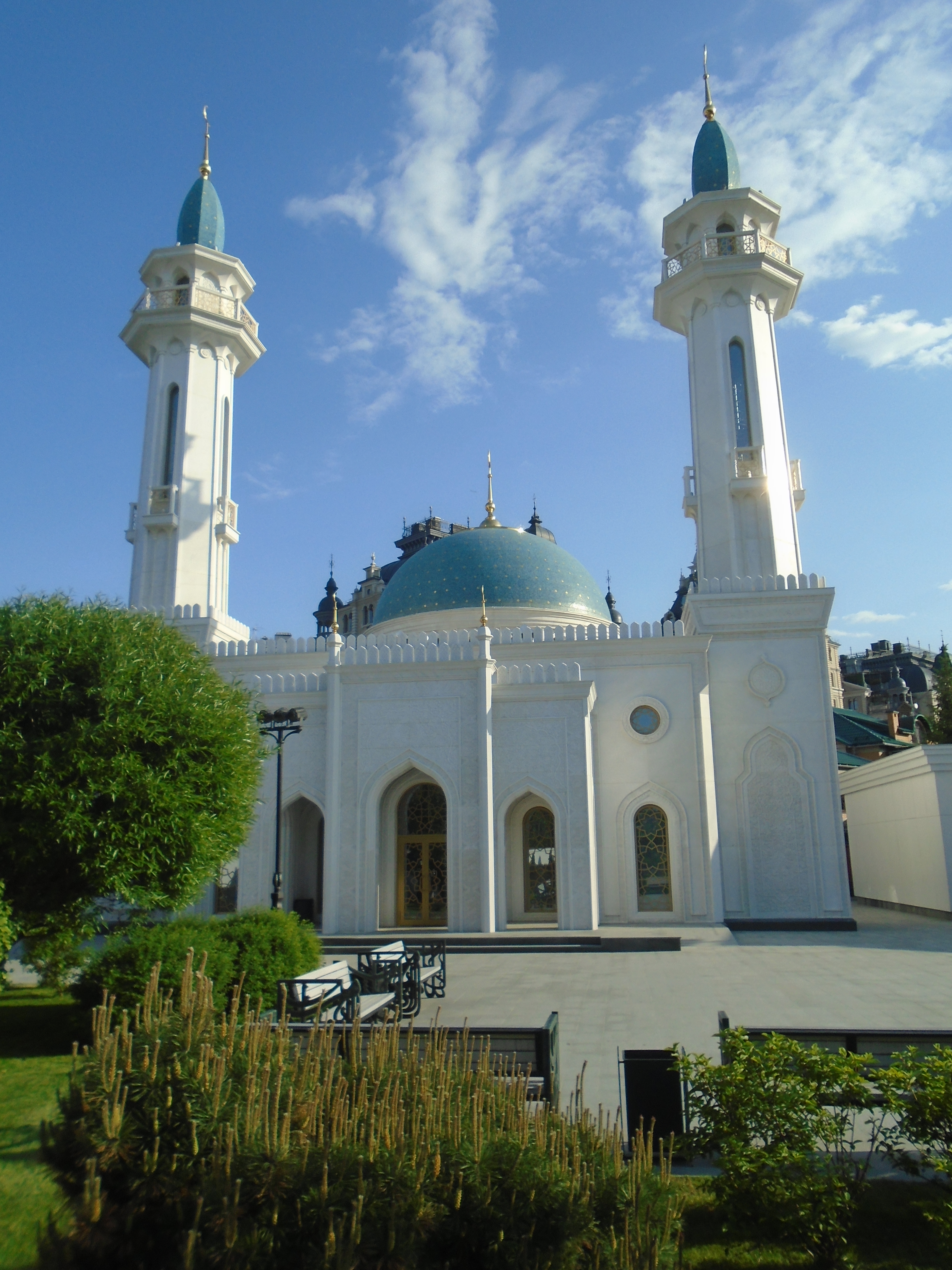
イレク・モスク（2023年）

既婚者。息子は2人いたが、長男のイリクは2013年のタタールスタン航空363便墜落事故で犠牲となった。死後イリクの名を冠した豪華絢爛なモスクがカザンに建設され、2018年に完成した。
モータースポーツ愛好家で、自身もドライバーとして何度も大会に出場した経歴をもつ。またヘリコプターの操縦免許をもっている。
2022年ロシアのウクライナ侵攻を受け、アメリカ合衆国では2023年1月26日にSDNリストに追加された。カナダでは2023年4月に妻と共に経済制裁の対象となった。

## 表彰

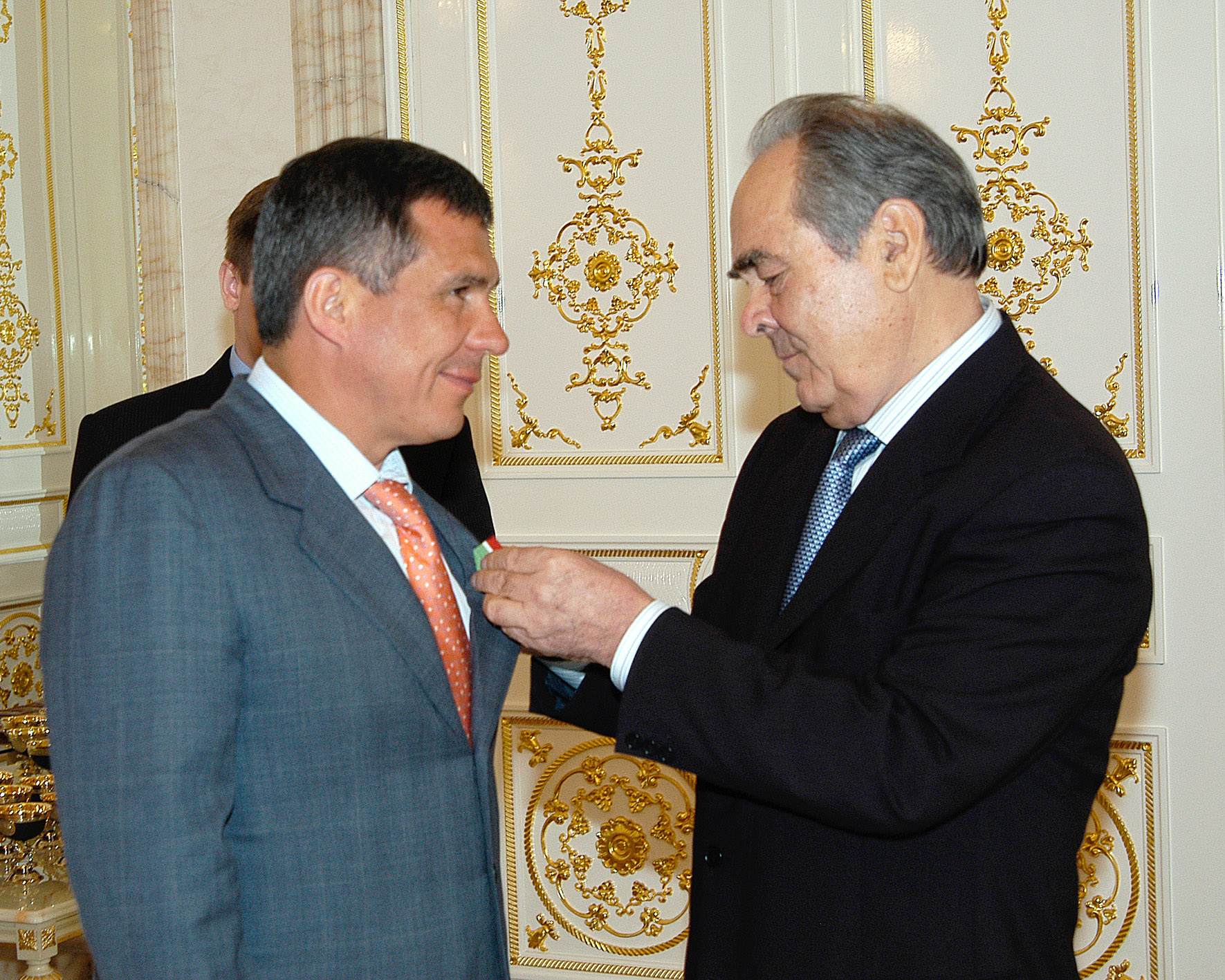
ミンチメル・シャイミーエフ大統領からカザン建設1000周年記念章を授与されるミンニハノフ（2005年）

- 祖国功労勲章 第4級（英語版）
- 友好勲章（英語版）
- サンクトペテルブルク建設300周年記念章
- カザン建設1000周年記念章
- ロシア民間防衛問題・非常事態・自然災害復旧省・緊急事態の影響排除勲章
- タタールスタン共和国功労勲章
- トルクメニスタン独立勲章[24]